# Estación de Ciudad de la Justicia (Metro de Málaga)
Ciudad de la Justicia es una estación de la línea 1 del Metro de Málaga. Se sitúa al final del Bulevar Louis Pasteur en su intersección con la avenida Gregorio Prieto, cercana a la Ciudad de la Justicia dentro del barrio de Hacienda Bizcochero en el distrito Teatinos-Universidad de Málaga, España.